# .mn
.mnは国別コードトップレベルドメイン（ccTLD）の1つで、モンゴルに割り当てられている。mnというドメイン名は、国名の1音節目の子音を組み合わせたものである。
特別な用途のために、以下のようなセカンドレベルドメインが用意されている。
- .gov.mn - 政府機関
- .edu.mn - 教育機関
- .org.mn - 非営利組織

アメリカ合衆国のミネソタ州でもこのドメインを若干使用している。ミネソタ州議会のサイトwww.leg.state.mn.usや、CNAMEのサイトwww.leg.mn等がある。
登録には一般的に特定のセカンドレベルドメインを必要としない。また2006年からは国際化ドメイン名に対応している。
.mnのドメイン名はミネソタ州で盛んに使われ始めているが、まだそれほど広まってはいない。ミネソタ州では、ビタミンを表すvita.mn等の語呂合わせとしてや、apartments.mnのように地域に特化したサイトで最初に使われ始めた。googleで.mnを検索すると、得られる結果のほとんどが.mn.usや.mn.gov等のミネソタ州のサイトである。